# Font de Montserrat
La Font de Montserrat és una obra de Campins (Vallès Oriental) inclosa a l'Inventari del Patrimoni Arquitectònic de Catalunya.

## Descripció
Element rectangular adherit al mur. Dues pilastres amb capitell sostenen una llinda amb cornisa i al damunt decoració amb volutes. Al centre un escut oval amb les quatre barres i un cercle a cada costat: en el de la dreta hi ha la data inscrita (1930) i en el de l'esquerra, les lletres "FI". El parament central està format per carreus de 20 x 45cm. El centre està decorat per un plafó de rajola de València d'1 x 0,60 m amb una imatge de la Mare de Déu de Montserrat amb el fill a la falda i la bola a la mà, sobre un altar i envoltada d'escolanets. Al fons, les muntanyes de Montserrat i la imatge del monestir, avui destrossada. La inscripció de la rajola: "NTRA. SRA. DE MONTSERRAT".

## Història
Els Ponç de Can Ponç, foren distingits al segle xvi per l'abat de Montserrat, en conferir-los el càrrec de Batlles de sac. És possible que aquesta relació sigui la causa de l'homenatge a la Mare de Déu de Montserrat i al seu monestir en la font de Can Ponç (que és a pocs metres de la casa). Aquesta font, així com la que es troba al Passeig de les tres germanes al centre de Campins, l'hem de relacionar amb la rajoleria del mateix poble.